# Meridià 10 a l'oest
El meridià 10° a l'Oest de Greenwich és una línia de longitud ue s'estén des del pol Nord travessant l'oceà Àrtic, l'oceà Atlàntic, Irlanda, Àfrica, l'oceà Antàrtic i l'Antàrtida fins al pol Sud. Com tots els altres meridians, la longitud del meridià correspon a una semi-cirumferència terrestre, d'uns 20.003,932 km. Al nivell de l'equador, és a una distància del meridià de Greenwich de 1.113 km.
El meridià 10 oest forma un cercle màxim amb el meridià 170 a l'est.
Aquest meridià definia el límit occidental de Nova Suàbia, territori explorat i nomenat per Alemanya, a la regió de Terra de la Reina Maud, Antàrtida.

## De Pol a Pol
Des del pol Nord i dirigint-se cap al sud fins al pol Sud, el meridià 10 a l'Ost passa per:
| Coordenades                             | País, territori o mar                     | Notes                                                  |
| --------------------------------------- | ----------------------------------------- | ------------------------------------------------------ |
| 90° 0′ N, 10° 0′ O / 90.000°N,10.000°O  | Oceà Àrtic                                |                                                        |
| 82° 12′ N, 10° 0′ O / 82.200°N,10.000°O | Oceà Atlàntic                             |                                                        |
| 54° 19′ N, 10° 0′ O / 54.317°N,10.000°O | Irlanda                                   | Península de Mullet, Acaill, illa de Clare i Connemara |
| 53° 23′ N, 10° 0′ O / 53.383°N,10.000°O | Oceà Atlàntic                             |                                                        |
| 52° 15′ N, 10° 0′ O / 52.250°N,10.000°O | Irlanda                                   | Corca Dhuibhne, Iveragh i Península de Beara           |
| 51° 37′ N, 10° 0′ O / 51.617°N,10.000°O | Oceà Atlàntic                             |                                                        |
| 29° 39′ N, 10° 0′ O / 29.650°N,10.000°O | Marroc                                    |                                                        |
| 27° 40′ N, 10° 0′ O / 27.667°N,10.000°O | Sàhara Occidental                         | Reivindicat per Marroc                                 |
| 26° 0′ N, 10° 0′ O / 26.000°N,10.000°O  | Mauritània                                |                                                        |
| 15° 21′ N, 10° 0′ O / 15.350°N,10.000°O | Mali                                      |                                                        |
| 12° 7′ N, 10° 0′ O / 12.117°N,10.000°O  | Guinea                                    |                                                        |
| 8° 26′ N, 10° 0′ O / 8.433°N,10.000°O   | Libèria                                   |                                                        |
| 5° 49′ N, 10° 0′ O / 5.817°N,10.000°O   | Oceà Atlàntic                             |                                                        |
| 40° 18′ S, 10° 0′ O / 40.300°S,10.000°O | Santa Helena, Ascensió i Tristan da Cunha | Illa Gough                                             |
| 40° 19′ S, 10° 0′ O / 40.317°S,10.000°O | Oceà Atlàntic                             |                                                        |
| 60° 0′ S, 10° 0′ O / 60.000°S,10.000°O  | Oceà Antàrtic                             |                                                        |
| 70° 50′ S, 10° 0′ O / 70.833°S,10.000°O | Antàrtida                                 | Terra de la Reina Maud, reclamat per Noruega           |